# Дионисий (Папазоглу)
Митрополит Дионисий (серб. Митрополит Дионисије, Папазоглу, греч. Παπάζογλου, также известен как Пападопулос, греч. Παπαδόπουλος, или Попович, серб. Поповић; 1750, Сервия, Османская империя — 28 января 1828, Буда, Австрийская империя) — епископ Карловацкой митрополии, митрополит Будимский.

## Биография
Родился в 1750 году в греческом городе Сервия (ныне — в составе греческого региона Западная Македония) в греческой семье. Учился в Козани у Кирилла Аграфского (греч. Κύριλλο τον εξ Αγράφων), затем Каллиника Баркосиса, которого он сменил в школе города Козани в 1777 году. Он руководил школой и преподавал частным образом детям из состоятельных семей.
Овдовел и оставил преподавание, занявшись богословием. Принял монашество.
В 1783 году хиротонисан во епископа Белградского с возведением в сан митрополита.
За его время обновил храм Святителя Николая в монастыре Йошаници 23 апреля 1786 года. В следующем году рукоположил монаха Герасима, насельника Монастыря Волявче.
При сдаче Белграда туркам в 1791 году Митрополит Дионисий, как сторонник Австрии, бежал с немцами в Австрию.
Митрополит Стефан (Стратимирович) принял беглого Дионисия в клир Карловацкой митрополии, назначив его в 1791 году митрополитом Будимским.
Скончался 28 января 1828 года в Буде и похоронен в Соборной церкви в Сентендре.